# Europa-Democracia-Esperanto
Europa – Democracia – Esperanto (EDE) (en esperanto: Eŭropo – Demokratio – Esperanto) es una alianza política europea. La plataforma principal del partido es la introducción del esperanto como la lengua oficial de la Unión Europea con el fin de promover la unidad lingüística de la Unión.
Con el nombre de Europe – Démocratie – Espéranto, el partido participó por primera vez en unas elecciones en las Elecciones al Parlamento Europeo de 2004, en Francia. 
El principal objetivo del partido es la promoción del esperanto en la UE. A medio plazo, pretende implantar la enseñanza del esperanto en las escuelas a nivel paneuropeo, y a largo plazo, pretende la adopción del esperanto por parte de la UE como lengua oficial. Para hacer realidad este objetivo, EDE pretendía presentar listas de candidatos en todos los países de la UE para las Elecciones al Parlamento Europeo de 2009, sin embargo finalmente solo lo hizo en Francia y Alemania.

## Organización
EDE consiste actualmente en 5 asociaciones: 
- Federación Europo - Demokratio - Esperanto, fundada el 21 de octubre de 2003 en Estrasburgo, como federación internacional;

- EDE-Francia (Europe - Démocratie - Espéranto), fundada en 2003;
- EDE-Alemania (Europa - Demokratie - Esperanto), fundada en 2004 y refundada en 2008;
- EDE-Hungría (Európa Demokrácia Eszperantó), fundada el 24 de noviembre de 2009 y registrada formalmente el 2 de diciembre del mismo año;
- EDE-Polonia (Europa - Demokracja - Esperanto) / Asociación Polaca Europo-Demokratio-Esperanto (EDE-PL), fundada como asociación el 20 de marzo de 2011, registrada el 19 de septiembre de 2011, como EDE-PL;
- EDE-Bulgaria, fundada en 2013;
- EDE-España, fundada en 2002.

## Debate dentro del movimiento esperantista
Mientras que la mayoría de las instituciones de esperanto como la Asociación Universal de Esperanto son políticamente neutrales por estatuto y en la práctica, se ha abierto debate concerniente a la neutralidad de EDE. Específicamente, se trata de la cuestión de si otras políticas podrían relacionarse con el esperanto a través de EDE. El escritor esperantófono alemán Ulrich Matthias argumenta que, ganando apoyo al menos en Alemania, EDE se identificaría con posiciones centristas con visión humanista, pacifista y defensora del medio ambiente, así como opuesta a la “hegemonía estadounidense”.
Siendo el esperanto considerado por muchos esperantohablantes como un movimiento mundial, hay quien teme que defendiendo la causa de esperanto en la UE reduzca al esperanto a un asunto europeo y afecte al progreso de la lengua fuera de Europa.

## Resultados en las elecciones europeas
EDE presentó listas en siete de los ocho grandes distritos electorales de Francia y consiguió alrededor del 0,15% de los votos en las Elecciones europeas del 13 de junio de 2004. Su rama alemana, Europa–Demokratie–Esperanto, no consiguió recoger las 4000 firmas necesarias para participar en las elecciones en Alemania (la candidatura se vio afectada por un comienzo tardío).
EDE presentó listas en las elecciones de 2009 en los ocho grandes distritos electorales franceses y en Alemania, consiguiendo mejorar sus resultados.
Al igual que en la elecciones europeas de 2009, el movimiento Europe - Liberté participó en las elecciones de 2014 en las listas de Europa Democracia Esperanto. En esta ocasión el partido solo se presentó en Francia.
| Región                | Cabeza de lista 2004 | Votos 2004 | % 2004 | Cabeza de lista 2009 | Votos 2009 | % 2009 | Cabeza de lista 2014  | Votos 2014 | % 2014 |
| --------------------- | -------------------- | ---------- | ------ | -------------------- | ---------- | ------ | --------------------- | ---------- | ------ |
| Isla de Francia       | Georges Kersaudy     | 5.789      | 0,21%  | Elisabeth Barbay     | 3.294      | 0,12%  | Laure Patas d'Illiers | 4.531      | 0,15%  |
| Este                  | Bruno Schmitt        | 5.336      | 0,24%  | Fabien Tschudy       | 4.325      | 0,20%  | Geneviève Martin      | 4.712      | 0,19%  |
| Oeste                 | Denis-Serge Clopeau  | 4.926      | 0,19%  | Bert Schumann        | 4.215      | 0,17%  | Lyse Bordage          | 4.388      | 0,16%  |
| Suroeste              | Thierry Saladin      | 3.687      | 0,15%  | Raymond Faura        | 3.975      | 0,15%  | Monique Juy           | 4.714      | 0,16%  |
| Sudeste               | Christian Garino     | 2.559      | 0,09%  | Christian Garino     | 4.286      | 0,15%  | Monique Arnaud        | 5.898      | 0,18%  |
| Macizo Central-Centro | Jean-Paul Tonnieau   | 2.174      | 0,15%  | Farhad Daneshmand    | 2.633      | 0,20%  | Marcelle Provost      | 3.404      | 0,23%  |
| Noroeste              | Bertrand Hugon       | 788        | 0,03%  | Jacques Borie        | 4.680      | 0,19%  | Christine Pieters     | 5.023      | 0,18%  |
| Ultramar              |                      |            |        | Jacques Etienne      | 1.537      | 0,44%  | Monique Fillat        | 939        | 0,33%  |
| Francia (Total)       |                      | 25.259     | 0,15%  |                      | 28.945     | 0,17%  |                       | 33.609     | 0,18%  |
| ----                  |                      |            |        | Reinhard Selten      | 11.772     | 0,045% |                       |            |        |
| Alemania (Total)      |                      |            |        |                      | 11.772     | 0,045% |                       |            |        |